# Опыты Рэлея и Брейса
Опыты Рэлея и Брейса — опыты, проведённые в 1902 и 1904 годах, направленные на то, чтобы показать, приводит ли сокращение длины к двулучепреломлению или нет. Это были одни из первых оптических экспериментов по измерению относительного движения Земли и светоносного эфира, которые были достаточно точными, чтобы обнаруживать величины второго порядка по v/c. Результаты были отрицательными, что имело большое значение для развития преобразований Лоренца и, следовательно, теории относительности. См. также Экспериментальная проверка специальной теории относительности.

## Опыты
Для объяснения отрицательного рещультата опыта Майкельсона — Морли Джордж Фитцджеральд (1889) и Хендрик Лоренц (1892) ввели гипотезу сокращения длины, согласно которой тело сжимается во время своего движения через неподвижный эфир.
Лорд Рэлей (1902) интерпретировал это сжатие как механическое сжатие, которое должно приводить к оптической анизотропии материалов, поэтому разные показатели преломления должны вызывать двойное лучепреломление. Для измерения этого эффекта он установил трубку длиной 76 см на поворотном столе. Трубка закрывалась на концах стеклом и заполнялась сероуглеродом или водой, а жидкость находилась между двумя призмами Николя. Через жидкость свет (излучаемый электрической лампой и, что более важно, светом прожекторов) направлялся туда и обратно. Эксперимент был достаточно точным, чтобы измерить запаздывание 1/6000 от половины длины волны, то есть порядка 1,2⋅10−10. В зависимости от направления относительно движения Земли ожидаемое замедление из-за двойного лучепреломления составляло порядка 10−8, что вполне соответствовало точности эксперимента. Таким образом, помимо опытов Майкельсона — Морли и Троутона — Нобла, это был один из немногих экспериментов, с помощью которых можно было обнаружить величины второго порядка по v/c. Однако результат оказался полностью отрицательным. Рэлей повторил опыты со слоями стеклянных пластин (хотя и с уменьшенной в 100 раз точностью) и снова получил отрицательный результат.
Однако эти эксперименты подверглись критике со стороны ДеВитта Бристола Брейса (1904 г.). Он утверждал, что Рэлей не учёл должным образом последствия сжатия (0,5⋅10−8 вместо 10−8), а также показателя преломления, так что результаты не были окончательными. Поэтому Брейс проводил эксперименты с гораздо большей точностью. Он использовал аппарат, который был 4,13 м длиной, 15 см в ширину и 27 см глубиной, который заполнялся водой и мог вращаться (в зависимости от типа опыта) вокруг вертикальной или горизонтальной оси. Солнечный свет направлялся в воду через систему линз, зеркал и отражательных призм и отражался 7 раз так, что проходил в итоге 28,5 м. Таким образом, наблюдалось запаздывание порядка 7,8⋅10−13. Однако и Брейс получил отрицательный результат. Другая экспериментальная установка со стеклом вместо воды с точностью 4,5⋅10−11 также не дала признаков двойного лучепреломления.
Отсутствие двойного лучепреломления было первоначально интерпретировано Брейсом как опровержение сокращения длины. Однако Лоренц (1904) и Джозеф Лармор (1904) показали, что, когда поддерживается гипотеза сжатия и используется полное преобразование Лоренца (то есть включая временное преобразование), отрицательный результат можно объяснить. Кроме того, если принцип относительности с самого начала считать верным, как в специальной теории относительности Альберта Эйнштейна (1905 г.), то результат вполне ясен, поскольку наблюдатель, находящийся в равномерном поступательном движении, может считать себя покоящимся, а следовательно, не будет испытывать никакого эффекта от собственного движения. Таким образом, сокращение длины не может быть измерено сопутствующим наблюдателем и должно быть дополнено замедлением времени для несопутствующих наблюдателей, что впоследствии также было подтверждено опытами Троутона — Рэнкина (1908 г.) и опытом Кеннеди — Торндайка (1932 г.).